# أدمة خلوية
الأدمة الخلوية هي نوع من المواد الحيوية المشتقة من الأنسجة البشرية أو الحيوانية لإزالة الخلايا والاحتفاظ بأجزاء من المصفوفة خارج الخلية (ECM). عادة ما تكون هذه المواد خالية من الخلايا، وتميزها عن الطُعم التقليدي أو زرع خلايا أو أنسجة أو أعضاء حية من نوع إلى نوع آخر، ويمكن دمجها في الجسم، وقد تم اعتمادها من قِبل إدارة الأغذية والعقاقير للاستخدام البشري لأكثر من 10 سنوات في مجموعة واسعة من المؤشرات السريرية.

## المعالجة
تنشأ جميع عينات ECM من أنسجة الثديات، مثل الأدمة، التامور، والغشاء المخاطي المعوي الصغير (SIS). بعد التفسير من المصدر، تحتفظ المادة الحيوية ECM ببعض خصائص الأنسجة الأصلية. يمكن حصاد أنسجة ECM من مراحل متفاوتة في مراحل النمو في أنواع الثديات مثل الإنسان والخنازير والخيول والبقر. على الرغم من أنها تتكون بشكل مشابه من الكولاجين الليفي، إلا أنه يمكن أن تختلف البنية المجهرية، والتكوين المحدد (بما في ذلك وجود البروتينات غير الملوثة وغليكوز أمينوغليكان ونسبة الأنواع المختلفة من الكولاجين)، والأبعاد الفيزيائية والخصائص الميكانيكية. اعتمادًا على مرحلة نمو الأنسجة التي حدث خلالها الحصاد، يمكن أن تختلف البنية المجهرية داخل الكائن الحي. بالإضافة إلى ذلك، مع مراعاة حجم وشكل الأنسجة النهائية، يجب مراعاة إمكانات الأبعاد المادية للأنسجة الأصلية.
على الرغم من هذه «الذاكرة» لأنسجة ECM، فقد تم تصميم الطرق بحيث يمكن تعديل هذه الخصائص الفطرية أو حفظها أو إزالتها. تختلف عملية التعديل حسب المادة المستخدمة في الإعداد السريري. تخضع بعض المواد الحيوية ECM إلى تعديل يزيل جميع الخلايا ولكنه يترك ما تبقى من مكونات ECM الأخرى والتي تسمى إزالة الخلايا. كما يوجد عملية أخرى يمكن إدخالها في المواد الحيوية هي التشابك الاصطناعي. وقد ثبت أن التشابك الاصطناعي يعمل على استقرار الكولاجين المعاد تكوينه، والذي يمكن أن يتدهور بسرعة في الجسم الحي. على الرغم من اكتساب القوة الميكانيكية، إلا أن الروابط المتشابكة الاصطناعية التي تمت إضافتها تزيد من فرصة رفض الخلية المضيفة، بسبب أصلها الأجنبي. بسبب هذه المضاعفات، لم يعد التشابك المتعمد يمارسًا حيث تم إجراء تطورات أحدث تزيد من عمر الكولاجين دون استخدام التثبيت الاصطناعي.
وأخيرًا، للتأكد من أن المادة الحيوية ECM خالية من البكتيريا والفيروسات المعدية، يتم تعقيم معظمها. ويمكن أن يشمل ذلك غاز أكسيد الإيثيلين (EO)، أو باستخدام إشعاع جاما، أو إشعاع الحزمة الإلكترونية (الشعاع الإلكتروني) كعامل تعقيم. بشكل عام، يمكن أن تؤدي الاختلافات الصغيرة من المنشأ ووقت الحصاد وطريقة المعالجة إلى توجيه الخصائص النهائية للمادة الحيوية.
يمكن أيضًا معالجة المواد الحيوية ECM منزوعة الخلايا إلى مسحوق ناعم ثم تجميدها (مجففة بالتجميد). بعد ذلك يتم خلط هذا المسحوق مع كولاجيناز لتشكيل هيدروجيل مشتق من ECM (هيدروجيلات ذاتية الشفاء). ثم يتم استخدام هذه الهلاميات المائية في زراعة الخلايا للمساعدة في الحفاظ على النمط الظاهري للخلية وزيادة تكاثر الخلايا. تحافظ الخلايا المستزرعة على الهلاميات المائية ECM على نمطها الظاهري أفضل من الخلايا المستزرعة على ركائز أخرى مثل الماتريجال أو الكولاجين من النوع 1. بالرغم من أن الهلاميات المائية ليس لها صلة مباشرة بعد، إلا أنها ظهرت كطريقة للمساعدة في تجديد الأعضاء.
وبالمثل، يمكن إلغاء تفكيك الأعضاء بالكامل لإنشاء سقالات ECM ثلاثية الأبعاد. كما يمكن بعد ذلك إعادة تشكيل هذه السقالات في محاولة لتجديد أعضاء كاملة للزرع. وتعمل هذه الطريقة في المقام الأول للأعضاء ذات الأوعية الدموية المعقدة، لأنها تسمح بامتصاص المنظف بالكامل من خلال المادة.[6]

## تفاعلات الزرع
هي عملية معقدة ومنسقة في الجسم تحدث ببطء على مدى أسابيع أو حتى سنوات. يهدف عدد من المنتجات في السوق اليوم إلى التأثير بشكل إيجابي على هذه العملية عند التئام الجروح في الجلد والأوتار، بالرغم من قلة البيانات المتاحة عن نجاحها. إلا أنها لا تزال غالبية المنتجات في مراحل تطوير حيث يتم تقييم التفاعلات (الالتهابية غالبًا) بين المضيف والأجهزة المزروعة.
تقع المواد الحيوية المزروعة ECM في فئتين عامتين بناءً على كيفية تفاعلها مع المضيف. لتسمح الأجهزة المدمجة في نهاية المطاف بنمو الخلايا ومرور الأوعية الدموية عبر المصفوفة، في حين يتم تغليف المواد الحيوية غير المدمجة بجدار من البلاعم المنصهرة. في المواد الحيوية غير المتضمنة مثل بيرماكول، وهو زرع جلدي بورسيني خلوي لإصلاح الفتق، ومن المهم ألا تتحلل المادة أو تتسلل بواسطة الجهاز المناعي. يمكن أن تتحلل أو ترفض المواد الحيوية المغلفة المعترف بها على أنها أجنبية ووترفض من قبل الجسم وتهاجر إلى خارج الجسم. كما يمكن أن يحدث تسلل من قبل جهاز المناعة في غضون سبعة أيام، مما يؤدي إلى تدهور سريع في حجم الجهاز. في حالة كرافتكجيت، وهي طعم خيالي من الأدمة البشرية، يتم تعبئة المصفوفة بسرعة بواسطة الخلايا المضيفة مثل الأوعية الدموية. لينخفض حجم الجهاز بأكثر من 60%، وتم استبداله بالخلايا الليفية المضيفة والبلاعم حتى هذه اللحظة.

## التطبيقات
عادةً ما يتم استخدام المواد الحيوية ECM لتعزيز الشفاء في عدد من الأنسجة، خاصةً في الجلد والأوتار. يمكن لـ مصفوفة الكولاجين (وهي مصفوفة جلدية لخلايا لإعادة بناء الأنسجة الرخوة) وهي مشتقة من أدمة الأبقار الجنينية، تؤدي إلى شفاء الأوتار (التي لا تلتئم تلقائيًا) في الكاحل. يمكن لهذا التدخل تقصير وقت الشفاء بمقدار النصف تقريبًا ويسمح للمريض بالعودة إلى النشاط الكامل في وقت أقرب بكثير. فالجروح المفتوحة، كالأوتار، لا تلتئم تلقائيًا بل يمكن أن تستمر لفترات طويلة من الزمن. عند إضافة المواد الحيوية ECM في طبقات متعددة إلى القرحة، يبدأ الجرح في الإغلاق بسرعة ويولد نسيج المضيف. على الرغم من أن الدراسات الأولية تبدو واعدة، إلا أنه لدينا القليل فقط من المعلومات المتاحة حول نجاح ومقارنات مباشرة بين أجهزة المواد الحيوية المختلفة ECM في التجارب البشرية.[1]
وهناك ما يسمى ب الألوديرم، وهي أدمة خلوية مشتقة من جلد الجثث المتبرع بها، تستخدم في جراحات الترميم وطب الأسنان. تحديداً في ترقيع اللثة، وتكون الأدمة الخلوية بديلاً للأنسجة المقطوعة من الحنك في فم المريض. كما تم استخدامه لإصلاح فتق البطن، وإعادة بناء التوربينات المقطوعة في علاج متلازمة الأنف الفارغ. وقد تم استخدامه تجريبياً لإعادة بناء أنسجة الثدي بعد جراحات سرطان الثدي.

## أمثلة
- الأدمة البشرية
- الغشاء المخاطي المعوي الصغير
- الأدمة البقرية
- أدمة الخنازير
- مصفوفة العظام منزوعة المعادن البشرية
- التامور الفرسي
- التامور البقري
- قذيفة السلطعون
- الأم الجافية